# Madeleine Fournier-Sarlovèze
Madeleine Fournier-Sarlovèze, nata Madeleine La Perche (Senlis, 14 agosto 1873 – Compiègne, 2 ottobre 1962), è stata una golfista francese.
Partecipò ai Giochi olimpici del 1900 di Parigi nel torneo golfistico femminile, dove arrivò sesta.
Era la moglie di Robert Fournier-Sarlovèze, giocatore di polo.